# Город первого салюта

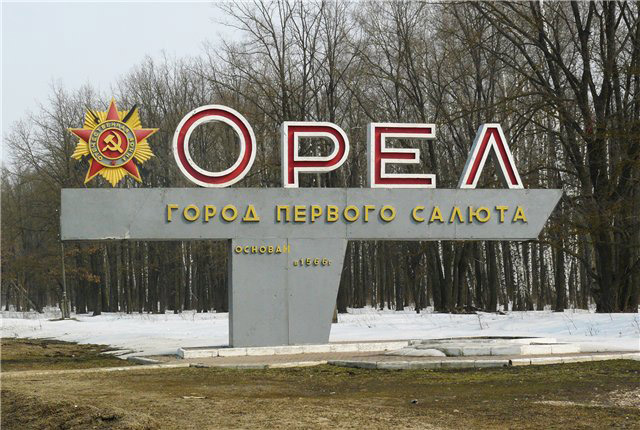
Орёл — Город первого салюта

Го́род пе́рвого салю́та — неофициальное название городов Орла и Белгорода, которые 5 августа 1943 года в ходе Курской битвы были освобождены от немецко-фашистских захватчиков войсками Западного, Центрального, Воронежского, Брянского и Степного фронтов.
По приказу И. В. Сталина № 2 от 5 августа 1943 года принято решение дать артиллерийский салют войскам в честь освобождения в 5 часов утра крупнейшего в зоне Курской битвы, значимого промышленного и административного центра СССР — города Орла, к 18:00 по Московскому времени было завершено подавление сопротивления в небольшом на тот момент районном центре Курской области Белгороде, который также было решено упомянуть при салютовании.
Этот салют стал первым за время Великой Отечественной войны, поэтому за Орлом и Белгородом закрепилось название «город первого салюта». Особо отличившимся в боях частям и соединениям присвоено почётные наименования «Орловских» и «Белгородских».
Было подсчитано, что для того, чтобы салют был слышен в городе, необходимо задействовать около 100 зенитных орудий. В распоряжении организаторов салюта оказалось всего 1200 холостых снарядов (во время войны их не держали в запасе в московском гарнизоне ПВО), поэтому из ста орудий можно было дать всего 12 залпов. В салюте также был задействован кремлёвский дивизион горных пушек (24 орудия), холостые снаряды к которым имелись в наличии. Таким образом, в полночь 5 августа были даны 12 залпов из 124 орудий с интервалом 30 секунд. Чтобы залпы были слышны повсеместно, группы орудий были расставлены на стадионах и пустырях в разных районах Москвы.